# Sidisca hypochloë
Sidisca hypochloë är en fjärilsart som beskrevs av Sergius G. Kiriakoff 1958. Sidisca hypochloë ingår i släktet Sidisca och familjen tandspinnare. Inga underarter finns listade i Catalogue of Life.